# Alfons Arts
Alfons Arts (Zeist, 29 augustus 1965) is een Nederlands voormalig voetballer die aansluitend voetbaltrainer is geworden.

## Spelerscarrière
Arts begon in Eindhoven bij SV Unitas '59 en speelde elf jaar in de jeugd bij PSV. Daar kwam hij in de voorbereiding op het seizoen 1986/87 bij het eerste team, maar ging in oktober 1986 naar MVV. In 1990 ging hij naar Go Ahead Eagles. Hij besloot zijn speler loopbaan bij FC Emmen waar hij tussen 1996 en 2003 onder contract stond. Hij speelde in totaal 442 competitiewedstrijden waarin hij 37 doelpunten maakte.

## Trainerscarrière
Hij werd aansluitend assistent-trainer bij FC Emmen. In 2007 werd hij assistent-trainer bij Cambuur Leeuwarden. Hij nam zijn hoogste trainersdiploma in ontvangst op 17 februari 2010. In oktober 2010 volgde hij Stanley Menzo op als hoofdtrainer van Cambuur. Op 23 maart 2013 werd hij op non-actief gesteld door Cambuur, nadat hij eerder al had aangekondigd zijn aflopende contract niet te willen verlengen. Arts liep stage bij FC Groningen en woont in Emmen. Op 20 januari 2014 werd hij aangesteld als assistent van, opnieuw, Stanley Menzo, nu bij K. Lierse SK.
Met ingang van het seizoen 2015-16 was Arts trainer van Jong FC Groningen. Met ingang van seizoen 2019/2020 was hij assistent van het eerste elftal van FC Groningen. Na het seizoen 2022/23, waarin de club degradeerde, stopte Arts als assistent-trainer van het eerste elftal van FC Groningen. De club ging in gesprek met hem over een andere functie. Dit was niet succesvol, waarna Arts de club verliet.

## Statistieken
| Seizoen   | Club            | Wedstrijden | Doelpunten | Competitie     |
| --------- | --------------- | ----------- | ---------- | -------------- |
| 1986/1987 | PSV             | 0           | 0          | Eredivisie     |
| 1986/1987 | MVV Maastricht  | 24          | 5          | Eerste divisie |
| 1987/1988 | MVV Maastricht  | 35          | 16         | Eerste divisie |
| 1988/1989 | MVV Maastricht  | 32          | 7          | Eredivisie     |
| 1989/1990 | MVV Maastricht  | 21          | 1          | Eredivisie     |
| 1990/1991 | Go Ahead Eagles | 31          | 3          | Eerste divisie |
| 1991/1992 | Go Ahead Eagles | 33          | 1          | Eerste divisie |
| 1992/1993 | Go Ahead Eagles | 24          | 0          | Eredivisie     |
| 1993/1994 | Go Ahead Eagles | 29          | 1          | Eredivisie     |
| 1994/1995 | Go Ahead Eagles | 19          | 1          | Eredivisie     |
| 1995/1996 | Go Ahead Eagles | 13          | 0          | Eredivisie     |
| 1996/1997 | FC Emmen        | 25          | 1          | Eerste divisie |
| 1997/1998 | FC Emmen        | 23          | 0          | Eerste divisie |
| 1998/1999 | FC Emmen        | 25          | 0          | Eerste divisie |
| 1999/2000 | FC Emmen        | 30          | 0          | Eerste divisie |
| 2000/2001 | FC Emmen        | 25          | 0          | Eerste divisie |
| 2001/2002 | FC Emmen        | 30          | 1          | Eerste divisie |
| 2002/2003 | FC Emmen        | 23          | 0          | Eerste divisie |
|           | Totaal          | 442         | 37         |                |